# ديفيد دوغلاس (مقاتل)
ديفيد دوغلاس (بالإنجليزية: David Douglas) هو فنان قتال مختلط أمريكي، ولد في 16 أغسطس 1982 في أنتيوك في الولايات المتحدة.

## وصلات خارجية
- ديفيد دوغلاس على موقع شيردوغ (الإنجليزية)
- ديفيد دوغلاس على موقع IMDb (الإنجليزية)
- ديفيد دوغلاس على موقع قاعدة بيانات الفيلم (الإنجليزية)